# 10708 Richardspalding
10708 Richardspalding è un asteroide della fascia principale. Scoperto nel 1981, presenta un'orbita caratterizzata da un semiasse maggiore pari a 2,9110888 UA e da un'eccentricità di 0,0773309, inclinata di 3,13386° rispetto all'eclittica.